# 图伊讷
图伊讷（德語：Thuine）是德国下萨克森州的一个市镇。总面积12.47平方公里，总人口1931人，其中男性828人，女性1103人（2011年12月31日），人口密度155人/平方公里。